# Cabrales
Cabrales là một đô thị trong cộng đồng tự trị của Asturias, tây bắc Tây Ban Nha.